# Cameron Park (Kalifornien)
Cameron Park ist ein census-designated place (CDP) im El Dorado County im US-Bundesstaat Kalifornien. Das U.S. Census Bureau hat bei der Volkszählung 2020 eine Einwohnerzahl von 18.881 ermittelt. Die geographischen Koordinaten sind: 38,68° Nord, 120,99° West. Das Stadtgebiet hat eine Größe von 19,2 km².

## Infrastruktur
Der Ort besitzt einen eigenen Flugplatz, Cameron Airpark.